# Rio Mtamvuna
Rio Mtamvuna é um rio da África do Sul.